# Erwin Stranka
Erwin Stranka, né le 3 janvier 1935 à Kadaň (Tchécoslovaquie) et mort le 14 avril 2014 à Potsdam (Brandebourg), est un réalisateur et scénariste est-allemand.

## Biographie
Stranka est né comme fils d'un mineur et d'un gantier. Après la fin de la Seconde Guerre mondiale, la famille s'installe à Halle-sur-Saale. Stranka travaille comme figurant au Theater des Friedens et commence des études d'enseignant. Plus tard, il fréquente l'école supérieure de théâtre de Leipzig et suit de 1953 à 1959 des études de mise en scène à la faculté de cinéma de l'Académie des arts artistiques de Prague.
Son court métrage Generál est réalisé en 1959 comme film de fin d'études. Stranka commence sa carrière cinématographique en tant qu'assistant. En 1962, il a mis en scène son premier film personnel intitulé Josef und alle seine Brüder (de) (litt. « Josef et tous ses frères »), qui est également sa première et unique production télévisée. Un an plus tard, il réalise son premier film de cinéma. Verliebt und vorbestraft (de) (litt. « Amoureux et condamnés »), après avoir été approuvé dans un premier temps, a été fortement raccourci à la suite d'objections idéologiques, notamment de Hans Rodenberg, alors vice-ministre de la Culture. Ses projets suivants n'ayant pas non plus été approuvés, Stranka démissionne de la Deutsche Film AG et travaille comme tourneur au Lokomotivbau Karl Marx à Potsdam-Babelsberg. Ce n'est qu'en 1971 qu'il répond à l'appel de la Deutsche Film AG. À partir de 1974, il met en scène des films pour enfants et des contes de fées et s'intéresse à l'actualité plutôt qu'à l'histoire comme auparavant.
En 1974, Stranka reçoit le prix Heinrich-Greif (de) de deuxième classe pour le film Susanne und der Zauberring (de). Il reçoit également le prix artistique du Freier Deutscher Gewerkschaftsbund (FDGB) pour Zum Beispiel Josef (de). En 1980, il reçut le prix du public Großer Steiger au Festival national du film à Karl-Marx-Stadt pour son film Sabine Wulff.
Après une attaque cérébrale en 1990, Stranka se retire du monde du cinéma. Il est marié et père de deux enfants. Son frère Walter Stranka est poète et écrivain. Le film Die Stunde der Töchter (de) est adapté d'un ouvrage de son frère.

## Filmographie

### Réalisateur
- 1959 : Generál – court métrage
- 1962 : Josef und alle seine Brüder (de) (téléfilm)
- 1963 : Verliebt und vorbestraft (de)
- 1971 : Husaren in Berlin (de)
- 1972 : Die gestohlene Schlacht (de)
- 1973 : Susanne und der Zauberring (de)
- 1974 : Zum Beispiel Josef (de)
- 1976 : Die Moral der Banditen
- 1977 : Der kleine Zauberer und die große Fünf (de)
- 1978 : Sabine Wulff
- 1981 : Die Stunde der Töchter (de)
- 1983 : Automärchen (de)
- 1985 : Der Haifischfütterer
- 1987 : Liane (de)
- 1989 : Zwei schräge Vögel (de)

### Acteur
- 1979 : Addio, piccola mia de Lothar Warneke